# 히라마쓰역
히라마쓰역(일본어: 平松駅, ひらまつえき)은 일본 효고현 히메지시 오쓰 구에 있는 산요 전기철도 아보시 선의 역이다. 역 번호는 SY 55이다.

## 역 구조
상대식 승강장 2면 2선의 지상역이다. 아보시 선이 단선이기 때문에 아침 저녁에는 상하행선이 서로 교행을 실시한다. 역사(개찰구)는 아보시 행 승강장 아보시 방향에 있고 반대쪽의 시카마 행 승강장에는 구내 건널목에서 연결된다. 자동 개찰기를 갖춘 무인역으로, 역무원은 정기적으로 순회한다.

### 승강장
| 역사측 | ■ 아보시 선(하행) | 아보시 행                     |
| 반대측 | ■ 아보시 선(상행) | 시카마・아카시・산노미야 방면 |

## 역 주변
국도 제250호선와 효고 지방 도로 421호 오에지다이시 선을 잇는 좁은 골목을 들어간 곳에 역이 있다. 오래 전부터 주택, 상점과 신흥 주택이 혼재하고 있다.
- 다카라 교통
- 기비 우체국
- 오오쓰시게루 강

## 역사
- 1942년 3월 10일: 아보시 선의 전철 텐마(현, 산요텐마) ~ 전철 아보시(현, 산요아보시) 역 사이에 신설 개통.
- 1959년 9월 1일: 역사 개축.

## 인접역
| 산요 전기철도 ■ 아보시 선  | 산요 전기철도 ■ 아보시 선 | 산요 전기철도 ■ 아보시 선        |
| -------------------------- | ------------------------- | -------------------------------- |
| SY 54 산요텐마 시카마 방면 |                           | 산요아보시 SY 56 산요아보시 방면 |